# Список серий Simoun
Simoun (яп. シムーン Симу:н) — аниме-сериал, состоящий из 26 серий. Сериал впервые транслировался по телеканалу TV Tokyo с 3 апреля по 25 сентября 2006-го года.

## Список серий
| |                                                                     |            |  |
| 01 | Сломанные крылья «Отита цубаса» (堕ちた翼)                          | 03.04.2006 |  |
| Первый бой Хора Бури против воздушных сил Архипелага Аргентум заканчивается катастрофой. Две новые Сивиллы присоединяются к Хору.                                               |                                                                     |            |  |
| 02 | Голубой источник «Аой идзуми» (青い泉)                              | 10.04.2006 |  |
| Эри покидает Хор и отправляется к Источнику, ещё сама не зная, мужчиной или женщиной она хочет стать. Аэру пытается отговорить Невирил ехать с Эри.                             |                                                                     |            |  |
| 03 | Далёкая война «То:й сэнсо:» (遠い戦争)                              | 17.04.2006 |  |
| Аэру пытается убедить Невирил вернуться в строй в качестве её пары. Остальные члены Хора тяжело переживают недавние потери.                                                     |                                                                     |            |  |
| 04 | Близкая война «Тикай сэнсо:» (近い戦争)                             | 24.04.2006 |  |
| Так как Невирил по-прежнему отказывается летать, Аэру летит в разведку с Лимонэ. На обратном пути их Симун сбивают, и их берет в плен так же сбитый пилот Аргентума.            |                                                                     |            |  |
| 05 | Белое одиночество «Сирой кодоку» (白い孤独)                         | 01.05.2006 |  |
| Доминуру переводят в Хор Бури, чтобы повысить их боевой дух. Лимонэ, её новая пара, вынуждена встретиться лицом к лицу со своими детскими травмами.                             |                                                                     |            |  |
| 06 | Раны и боль «Кидзу то итами» (傷と痛み)                             | 08.05.2006 |  |
| Невирил по-прежнему пребывает в меланхолии, а Параетта пытается разобраться с своими чувствами к Невирил и с чувствами Кайму — к ней самой.                                     |                                                                     |            |  |
| 07 | Над нейтральными водами «Ко:кай дзё:ку: нитэ» (公海上空にて)        | 15.05.2006 |  |
| Ещё две Сивиллы присоединяются к Хору, пока «Аркус Прима» готовится к проведению мирных переговоров.                                                                            |                                                                     |            |  |
| 08 | Молитва «Инори» (祈り)                                              | 22.05.2006 |  |
| Пока дипломаты Симулакрума и Плюмбума обсуждают условия мира, Хор Бури устраивает экскурсию по кораблю для монахини, сопровождающей иностранных послов.                         |                                                                     |            |  |
| 09 | Суд «Симмон» (審問)                                                 | 29.05.2006 |  |
| Вскоре после спасения «Аркус Примы» из ловушки Плюмбума, Хору Бури приходится предстать перед судом, грозящим роспуском Хора.                                                   |                                                                     |            |  |
| 10 | Птицы в клетке «Каго но тори» (籠の鳥)                              | 05.06.2006 |  |
| Пока «Аркус Прима» находится на ремонте, Хор Бури по ходатайству Доминуры переводят на «Мессис».                                                                                |                                                                     |            |  |
| 11 | Совместная операция «Кё:до: сэнсэн» (共同戦線)                      | 12.06.2006 |  |
| Хор Бури получает приказ десантировать пехотный отряд на передовую линию и оказывается в самой гуще боя.                                                                        |                                                                     |            |  |
| 12 | Старшая сестра, младшая сестра «Анэ то имо:то» (姉と妹)             | 19.06.2006 |  |
| Альти и Кайму вынуждены лететь вместе, но память о прошлом преследует обеих. |                                                                     |            |  |
| 13 | Причина «Котовари» (理（ことわり）)                                 | 26.06.2006 |  |
| Невирил ссорится с Аэру, когда та предлагает ей совершить Изумрудный Ри Маджон.                                                                                                 |                                                                     |            |  |
| 14 | Неприкосновенное «Окасадзару моно» (冒さざるもの)                   | 03.07.2006 |  |
| Доминура просит Вапорифа разобрать Симун, чтобы понять, как он работает. |                                                                     |            |  |
| 15 | Одна за одной «Хитори, мата хитори» (一人、また一人)                | 10.07.2006 |  |
| Члены Хора Бури по очереди вылетают на поиски неуловимого врага, но недавние потрясения серьёзно подорвали их веру в себя.                                                      |                                                                     |            |  |
| 16 | Изумрудный Ри Маджон «Суйгёку но Ри Ма:дзён» (翠玉のリ・マージョン) | 17.07.2006 |  |
| Лимонэ и Доминура пытаются совершить Изумрудный Ри Маджон, спасая «Мессис» от массированного нападения Аргентума. «Аркус Прима» возвращается в строй.                           |                                                                     |            |  |
| 17 | Руины «Исэки» (遺跡)                                                | 24.07.2006 |  |
| Правительство Симулакрума подозревает врага в краже спиральных двигателей из главной святыни страны и посылает Хор Бури для проверки.                                           |                                                                     |            |  |
| 18 | Последний путь «Со:рэцу» (葬列)                                     | 31.07.2006 |  |
| На похороны пилота Симуна на «Аркус Приму» прибывают высокопоставленные чиновники Симулакрума и пытаются использовать Хор Бури в своих целях.                                   |                                                                     |            |  |
| 19 | Сивилла «Сивюра» (シヴュラ)                                         | 07.08.2006 |  |
| Хор Бури отправляется на поиски летающего авианосца Аргентума, замеченного Альти и Кайму, но Аэру и Юн получают приказ остаться.                                                |                                                                     |            |  |
| 20 | Элегия «Нагэки но ута» (嘆きの詩)                                   | 14.08.2006 |  |
| Смерть ещё одного члена Хора окончательно подрывает боевой дух оставшихся. |                                                                     |            |  |
| 21 | Врата в новый мир «Син тэнти э но тобира» (新天地への扉)            | 21.08.2006 |  |
| Поскольку поражение Симулакрума в войне становится неизбежным, главы церкви обращаются к Аэру и Невирил с особой просьбой, объясняя истинное назначение Изумрудного Ри Маджона. |                                                                     |            |  |
| 22 | Боевой вылет «Сюцугэки» (出撃)                                      | 28.08.2006 |  |
| Хор Бури участвует в отчаянной обороне столицы Симулакрума, которая становится последним боем в этой войне.                                                                     |                                                                     |            |  |
| 23 | Вечная «Эйэн но сё:дзё» (永遠の少女)                                | 04.09.2006 |  |
| Симулакрум капитулирует, и одним из требований победителей становится необратимый роспуск Хора Бури. Тем временем, Юн исследует тайны Источника и Онасии.                       |                                                                     |            |  |
| 24 | Выбор «Сэнтаку» (選択)                                              | 11.09.2006 |  |
| Члены Хора Бури получают приказ выбрать свой окончательный пол у Источника. Юн, тем временем, делает свой собственный выбор.                                                    |                                                                     |            |  |
| 25 | Пара «Пару» (パル)                                                  | 18.09.2006 |  |
| Когда остальные Сивиллы отправляются к Источнику, Аэру и Невирил улетают с «Аркус Примы», чтобы совершить Изумрудный Ри Маджон.                                                 |                                                                     |            |  |
| 26 | Их портрет «Канодзё-тати но сё:дзо:» (彼女達の肖像)                 | 25.09.2006 |  |
| Спустя годы после войны, бывшие члены Хора Бури размышляют о сделанных ими выборах.                                                                                             |                                                                     |            |  |